# Rachel Elliott
Rachel Elliott est une soprano britannique principalement active, en concert et au disque, dans le domaine de l'interprétation de la musique baroque.

## Formation
Rachel Elliott étudie le piano à la Purcell School, avant d'entamer des études musicales au Selwyn College, à Cambridge.
Elle consacre ensuite deux années au cours de musique ancienne de la Guildhall School of Music and Drama à Londres, où son professeur de chant est David Pollard.

## Carrière
Rachel Elliott est membre de l'ensemble I Fagiolini avec lequel elle a fait beaucoup de tournées.
Elle chante avec des ensembles britanniques comme The Academy of Ancient Music, The Orchestra of the Age of Enlightenment, Florilegium, Concordia, New London Consort et The Bach Players,,. 
Elle chante également avec des ensembles français comme Les Arts Florissants et Il Seminario Musicale, et collabore régulièrement avec l'ensemble espagnol Hippocampus,,.

## Discographie sélective
Rachel Elliott a participé à de nombreux enregistrements publiés sur les labels Pilips, ASV / Gaudeamus, Chandos, Virgin Veritas, Metronome, Hyperion, Naxos, Linn et Arsis :
- 1996 : Magnificat et Christmas Oratorio Part One, avec le Choir of New College Oxford et l'Orchestra of the King's Consort
- 1997 : Shakespeare's Musick, avec les Musicians of the Globe (direction Philip Pickett)
- 1997 : Le Mariage forcé et Les Fous divertissants de Marc-Antoine Charpentier, avec le New Chamber Opera Ensemble (direction Gary Cooper)
- 1998 : Choral Edition, Vol. 2 de Benjamin Britten, avec The Finzi Singers (direction Paul Spicer)
- 1998 : Motets de Vivaldi, avec l'ensemble La Brillante (direction Adrian Chandler)
- 1999 : Shakespeare at Covent Garden , avec les Musicians of the Globe (direction Philip Pickett)
- 1999 : Complete Cantatas de Jean-Philippe Rameau, avec le New Chamber Opera Ensemble (direction Gary Cooper)
- 1999 : The Gresham Autograph de Henry Purcell, avec le New Chamber Opera Ensemble
- 1999 : I Pellegrini al Sepolcro di Nostro Signore de Johann Adolf Hasse, avec Valérie Gabail, Gérard Lesne, Michael Chance, Peter Harvey et l'ensemble Il Seminario Musicale dirigé par Gérard Lesne
- 2001 : Go from My Window d'Orlando Gibbons, avec l'ensemble Concordia
- 2002 : Intermèdes d'Andromède et Le Ballet de Polieucte de Marc-Antoine Charpentier, avec le New Chamber Opera (direction Gary Cooper)
- 2004 : A Christmas Present from Polyphony, avec l'ensemble Polyphony (direction Stephen Layton)
- 2008 : Haydn and the Earl of Abingdon, avec l'ensemble Café Mozart
- 2009 : Dreamland (compilation d'œuvres vocales modernes et contemporaines du catalogue Hyperion)
- 2009 : Cantatas BWV 170 - BWV 199 - BWV 82, avec l'ensemble Hippocampus
- English Ayres de Thomas Campian, avec Michael Chance (contre-ténor), Nigel North (luth), Mark Padmore (ténor) et Peter Harvey (baryton)